# Burunduki (rejon drożżanowski)
Burunduki (ros. Бурундуки) – osiedle przy stacji w Rosji, w Tatarstanie, w rejonie drożżanowskim. W 2010 liczyło 513 mieszkańców.